# وشروبی (ناحیه دوماژلیتسه)
وشروبی (به چکی: Všeruby) یک منطقهٔ مسکونی در جمهوری چک است که در ناحیه دوماژلیتسه واقع شده‌است. وشروبی ۳۸٫۴۷ کیلومتر مربع مساحت و ۷۹۹ نفر جمعیت دارد و ۴۳۷ متر بالاتر از سطح دریا واقع شده‌است.

## خواهرخوانده
شهر اشلکام خواهرخواندهٔ وشروبی (ناحیه دوماژلیتسه) هست.